# Isaac Barrow
Isaac Barrow (1630-1677) là nhà toán học người Anh. Ông trở thành thầy giáo của nhà khoa học vĩ đại Isaac Newton khi Newton đi học đại học. Khi đó, Barrow đã chỉ bảo Newton hết lòng.

## Những nghiên cứu
Isaac Barrow đã chứng minh được sự phỏng đoán của Henry Bond về tích phân của hàm secant. Ông đã sử đụng phép đơn giản phân thức trong phép tính tích phân.